# フリー (ベニー・ゴルソンのアルバム)
『フリー』（Free）は、アメリカ合衆国のジャズ・サクソフォーン奏者、ベニー・ゴルソンが1962年に録音・1963年に発表したスタジオ・アルバム。

## 解説
ゴルソンがアーゴ・レコードに残した最後の録音に当たる。オリジナル曲「シェイズ・オブ・スタイン」は、ガートルード・スタインに捧げられた曲である。スコット・ヤナウはオールミュージックにおいて5点満点中4.5点を付け、収録曲「ジャスト・イン・タイム」に関して「少々ソニー・ロリンズ風の演奏」と評している。
1998年に発売されたアメリカ盤CDには、アルバム『テイク・ア・ナンバー・フロム1トゥ10』の全10曲中7曲がボーナス・トラックとして追加された。

## 収録曲
1. ソック・チャ・チャ - "Sock Cha Cha" (Will Davis) - 7:04
2. マッド・アバウト・ザ・ボーイ - "Mad About the Boy" (Noël Coward) - 7:20
3. ジャスト・バイ・マイセルフ - "Just by Myself" (Benny Golson) - 5:51
4. シェイズ・オブ・スタイン - "Shades of Stein" (B. Golson) - 4:34
5. マイ・ロマンス - "My Romance" (Lorenz Hart, Richard Rodgers) - 7:31
6. ジャスト・イン・タイム - "Just in Time" (Betty Comden, Adolph Green, Jule Styne) - 5:56

## 参加ミュージシャン
- ベニー・ゴルソン - テナー・サクソフォーン
- トミー・フラナガン - ピアノ
- ロン・カーター - ベース
- アート・テイラー - ドラムス